# كريستوفر رانكين
كريستوفر رانكين (بالإنجليزية: Christopher Rankin)‏ هو محامي وسياسي أمريكي، ولد في 1788 في الولايات المتحدة، وتوفي في 14 مارس 1826 بواشنطن العاصمة في الولايات المتحدة. حزبياً، نشط في الحزب الديمقراطي. انتخب عضو مجلس النواب الأمريكي.